# CodeWeavers
A CodeWeavers é uma empresa de software focada no desenvolvimento do Wine e vende uma versão proprietária do Wine chamada CrossOver para executar programas do Windows no macOS, ChromeOS e Linux . A empresa foi fundada em 1996 como uma consultoria, eventualmente migrando totalmente para o desenvolvimento e suporte do Wine. 
Sendo a principal patrocinadora do Wine, hospeda o site do WineHQ, ajuda a patrocinar a conferências, emprega muitos desenvolvedores e é uma grande colaboradora de código para a Wine. A CodeWeavers afirma que dois terços de todos os compromissos com o Wine vêm de seus desenvolvedores.  A empresa também emprega o principal mantedor do Wine, Alexandre Julliard, como seu CTO. Embora o principal interesse comercial da CodeWeavers com o Wine seja seu uso no produto Crossover, eles também contribuem com melhorias no Wine que às vezes competem com o Crossover.
A CodeWeavers também emprega alguns desenvolvedores do Wine-Mono, uma reimplementação de código aberto do Microsoft .NET framework (4.x e anteriores), que se destina a substituir o .NET Framework no Wine. Wine-Mono é uma adaptação de Mono para rodar no Wine.
De 2016 em diante, a CodeWeavers foi contratada para trabalhar com a Valve no Proton, uma camada de compatibilidade para rodar jogos do Windows por meio da Steam no Linux. 
A CodeWeavers é um dos fundadores do Desktop Linux Consortium.
A CodeWeavers oferece serviços como: CrossOver, PortJump e ExecMode .

## CrossOver
A empresa se concentrou originalmente em disponibilizar o pacote Microsoft Office e outros softwares de produtividade suportados no Linux. Quando a Apple mudou para processadores Intel em 2006, a CodeWeavers conseguiu criar o CrossOver Mac e levar o Wine para o MacOS X. Outros aplicativos importantes suportados incluem o software financeiro Quicken e o cliente Steam.
Também conta com antecessores como: CrossOver Plugin; CrossOver Server; CrossOver Games. O plugin foi criado para executar plugins de navegador como Flash e ActiveX no Linux. O CrossOver Server foi um produto projetado para ambientes multiusuários. Em março de 2008, o CrossOver Games tinha como objetivo permitir que patches relacionados a jogos do Wine fossem incorporados ao CrossOver muito mais rápido. Em 2012, todas as versões tiveram a funcionalidade de servidor, plugins e jogos incorporada aos produtos CrossOver primários. 

## PortJump
A CodeWeavers fornece serviços de portabilidade em torno do Wine. Em 2008, a Google pagou a CodeWeavers para melhorar o suporte ao Adobe Photoshop e adicionar funcionalidade ao Wine.  

## ExecMode
A CodeWeavers fornece serviços de consultoria. Serviços esses que giram em torno da escrita de código-fonte aberto para clientes de nível empresarial. A principal diferença do PortJump é que esses serviços não usam Wine, mas se concentram em outras tecnologias de código aberto.

## Links externos
- Sítio oficial
- Jeremy White interview (2004) (Mad Penguin)